# Kanton Lamballe-Armor
Lamballe-Armor ( tot 2021 Kanton Lamballe ) is een kanton van het Franse departement Côtes-d'Armor. Het kanton maakt deel uit van de arrondissementen Saint-Brieuc (11) en Dinan (1) .
De naam van het kanton werd bij decreet van 21 februari 2021 aangepast aan de naam van zijn hoofdplaats.

## Gemeenten
Het kanton Lamballe omvatte tot 2014 de volgende 11 gemeenten:
- Andel
- Coëtmieux
- Lamballe (hoofdplaats)
- Landéhen
- La Malhoure
- Meslin
- Morieux
- Noyal
- Pommeret
- Quintenic
- Saint-Rieul

Bij de herindeling van de kantons door het decreet van 13 februari 2014, met uitwerking op 22 maart 2015 werden daar de gemeenten 
- Planguenoual
- Hénansal

aan toegevoegd.
Door de samenvoeging op 1 januari 2016 en 1 januari 2019 van de gemeenten Lamballe, Meslin), Morieux en Planguenoual tot de fusiegemeente Lamballe-Armor telt het kanton sindsdien 10 gemeenten.